# Palazzo Comunale (Cervia)
Il Palazzo Priorale, altrimenti detto Palazzo Comunale o Palazzo del Comune è un edificio settecentesco all’interno dello storico quadrilatero della città, al cui centro si staglia proprio di fronte alla Concattedrale. Attualmente è la sede di rappresentanza del Comune di Cervia.

## Contesto storico
Vicenda cruciale nella storia di Cervia è, tra gli ultimi anni del XVII secolo e la prima metà del successivo, il trasferimento dell’abitato dall’area delle saline, ormai divenuta insalubre, ove sorgeva l’antica Ficocle (Cervia Vecchia), al sito attuale, sulla riva del Mare Adriatico. Un’operazione di portata eccezionale: l’antico agglomerato urbano, al fine di contenere le spese necessarie, viene letteralmente smontato, mattone dopo mattone, e riassemblato qualche chilometro più avanti.
La prima fase della costruzione della nuova città procede in maniera spedita, sotto la supervisione e con il contributo attivo di grandi nomi dell’architettura e dell’ingegneria del tempo: Francesco Fontana, Bellardino Perti e Francesco Navone da Roma; Sebastiano Cipriani da Siena; il perito Antonio Farini e l'idroloo Giacomo Tassinari da Ravenna, infine Cosimo Morelli da Imola, ciascuno con la propria proposta per rendere la località non solo accogliente per gli abitanti, ma anche progredita in termini di strutture, stili architettonici e conformazione urbanistica, e tutti concordi nel delineare una pianta rettangolare, delimitata sui quattro lati dalle case dei salinari, con un ruolo preminente assegnato alla piazza centrale. Si impone quindi la costruzione di un Palazzo che diventi sede ufficiale del potere politico, allora in capo allo Stato Pontificio, e che ne valorizzi anche a colpo d’occhio l’importanza.

## Il progetto definitivo e la realizzazione
Ad essere scelto, alla fine, è il progetto del romano Francesco Fontana. Figlio d’arte - il padre è il celebre architetto Carlo Fontana, mente prolifica che ha concepito tutto lo sviluppo costruttivo della Roma di fine Seicento e inizio Settecento, e che nella propria bottega ha allevato i più grandi nomi dell’architettura del XVIII secolo (fra tutti Filippo Juvarra) - il giovane Francesco brucia le tappe della propria carriera, arrivando alla vicepresidenza della prestigiosa Accademia di San Luca nella Capitale. Se ne va prematuramente, a soli quarant’anni, nel 1708.
L’idea progettuale sottesa è la cosiddetta “architettura delle Legazioni”: un gusto imponente ma sobrio e classicista, comune a larga parte degli edifici pubblici della Romagna e delle Marche, improntato “a quelle essenzialità e funzionalità richieste dalla committenza pontificia impegnata, in quel periodo di così grave dissesto finanziario della pubblica amministrazione, a contenere al massimo i costi”.
Il palazzo tuttavia non rappresenta a pieno il progetto originario: in pochi anni, tra 1703 e 1707, muoiono il tesoriere Maffei e il vescovo Riccamonti, mecenati e padri fondatori di Cervia Nuova, e le restrizioni imposte dal Papato alla spesa pubblica frenano irrimediabilmente lo slancio edificatorio della città. L’edificio avrebbe dovuto presentare un cortile interno diviso in due da un vialetto centrale con accesso da Porta Mare, riservato all’entrata dei carri, dove oggi si trova la piazza Carlo Pisacane; il complesso delle carceri (la ex Pescheria), con una scala interna per raggiungere le segrete superiori, gli appartamenti del personale penitenziario e magazzini a varia destinazione; un secondo scalone a sinistra dell’atrio, identico a quello esistente; sulla facciata, una torre più bassa di quella che vediamo. Come oggi, anche allora sotto il portico della piazza si affacciavano le botteghe, al cui interno una scala collegava il piano terra con l’ammezzato, riservato alle abitazioni dei negozianti.

## Le vicende successive
Il palazzo attuale è il risultato di una stratificazione: la torretta viene autorizzata solo vent’anni dopo la conclusione dei lavori, nel 1732, ed eretta in maniera conforme al progetto del Fontana, già dotata del caratteristico orologio, che tuttavia non è l’attuale. Nel 1754 gli anziani della comunità deliberano di far realizzare, destinata alla nicchia sottostante l’orologio, la statua in cotto della Beata Vergine Maria, che tuttora domina la piazza, estasiata e solenne.
Tuttavia, in poco più di sessant’anni (1769), il palazzo è precipitato in degrado: alcuni locali sono addirittura inagibili e pericolosi, e la Pontificia Camera Apostolica lo cede in enfiteusi perpetua al Comune, a fronte di un canone irrisorio, a patto che l’amministrazione locale provveda al suo completo restauro entro il termine di tre anni e un mese e offra alloggio e uffici al Governatore, senza scadenza. I lavori si rivelano però dispendiosissimi e il Comune si indebita al punto da trovarsi costretto, a tre anni dalla stipula dell’atto, a cedere gran parte dello stabile ad un privato, tale Nicola Costa. L’atto, tuttavia, viene impugnato dal cardinale Colonna (1789), che ne ordina l’annullamento e censura duramente l’operato dei consiglieri.
L’anno seguente l’architetto Camillo Morigia, celebre nel panorama ravennate, viene incaricato di studiare una nuova torretta da sostituire all’esistente, ma il progetto non va in porto. La versione definitiva, di autore sconosciuto, risale senza dubbio a dopo l’anno 1800. 
Nel 1849 l’orologio, che subisce frequenti guasti, è rimpiazzato da una “macchina oraria”, al cui posto nel 1962 arriva l’orologio vero e proprio ancora presente.
Dentro la torretta, le campane originali, che scandivano le ore, finiscono fuse durante l’ultima guerra; ricollocate, nuove, al loro posto nel 1950,  il loro utilizzo è definitivamente abbandonato nei primi anni 2000.
Nella pavimentazione del loggiato prospiciente la piazza e della galleria centrale, agli originari sampietrini nel 1876 succedono piccoli sassi disposti obliquamente (ancora visibili sotto al portico dell'angolo sudovest, diventati poi selci esagonali rossi (1928-1929), e infine (1983) ampie piastrelle dal gusto classico tuttora visibili.

## Un museo di memorie storiche
Nell'androne al pianterreno del Palazzo Comunale, accedendovi da piazza Pisacane, un tempo Piazzetta delle erbe, si nota, alla destra dall’alto, un affresco del pittore Giovanni Maioli, ricordo e omaggio ai caduti della Grande Guerra: da un lato il saluto di una donna al marito in partenza per il fronte, dall’altro il lutto e il dolore di quella moglie, di nero vestita, che ha saputo della morte del consorte, appoggiata alla spalla dell’anziana madre e con una mano sulla testa del giovane figlioletto, anch’egli in lacrime. Al centro, una lampada votiva, sempre in affresco, emana una luce livida, a perpetua memoria di ogni vita sacrificata nel conflitto. 
Sotto, e alla parete sinistra, quindici lapidi commemorative, di misure diverse, collocate man mano nel corso dei secoli. Gli eventi: la dichiarazione di guerra all’Austria-Ungheria, con le parole del sovrano Vittorio Emanuele III (maggio 1915);  il bollettino con cui, il 4 novembre 1918, il maresciallo Armando Diaz annunciò la fine vittoriosa delle ostilità; i caduti cervesi, militari e civili, di entrambe le guerre mondiali; la data della liberazione di Cervia dai nazifascisti, 22 ottobre 1944:
I personaggi omaggiati: Adeodato Ressi, economista, accademico e patriota carbonaro, amico e compagno di lotta e di cella di Silvio Pellico e Piero Maroncelli; Teodolinda Franceschi Pignocchi, poetessa, insegnante e patriota mazziniana; Antonio Fratti, anch’egli mazziniano e garibaldino, caduto nella Guerra greco-turca battendosi volontario al fianco del popolo ellenico; Archimede Maltoni, altro garibaldino, morto in battaglia a Monterotondo; Alberto Missiroli, medico infettivologo, pioniere della lotta alla malaria; Alfredo Baccarini, garibaldino, ingegnere e più volte ministro dei lavori pubblici, paladino dell’emancipazione dei lavoratori; Luigi Mazzolani, avvocato, giurista ed illustre poeta di impegno civile; Stefano Biondi, giovane poliziotto cervese assassinato in servizio nei pressi di Reggio Emilia, medaglia d’oro al valor civile; infine, l’eroe dei due mondi Giuseppe Garibaldi.
In piazza Garibaldi, sulla facciata del Comune tre lapidi sono dedicate, nell’ordine, al padre della lingua italiana, Dante Alighieri, nel sesto centenario dalla morte (14 settembre 1921), a Giuseppe Mazzini, padre e ideologo della repubblica unitaria, e a Grazia Deledda, illustre cittadina acquisita, che in terra cervese trascorreva le vacanze estive.
All'interno del Palazzo è una Collezione d'arte costituita da una raccolta di dipinti di vari artisti italiani e da una mostra permanente di opere del pittore romagnolo Maceo Casadei.